# Michael Holyfield
Michael Holyfield (Albuquerque, Nuevo México, 18 de noviembre de 1992) es un baloncestista estadounidense que se encuentra sin equipo. Con 2,11 metros de estatura, juega en la posición de pívot. 

## Trayectoria deportiva

### Universidad
Jugó cuatro temporadas con los Bearkats de la Universidad Estatal Sam Houston, en las que promedió 5,6 puntos, 5,9 rebotes y 1,5 tapones por partido. En su última temporada fue incluido en el tercer mejor quinteto de la Southland Conference, en el mejor quinteto defensivo y elegido mejor jugador defensivo de la conferencia. Acabó su carrera como el máximo taponador en una temporada de la historia de su universidad, con los 86 que consiguió en 2015.

### Profesional
Tras no ser elegido en el Draft de la NBA de 2015, fue invitado por los Memphis Grizzlies a participar en las Ligas de Verano de la NBA, jugando cinco partidos en los que promedió 5,7 puntos y 3,7 rebotes. en octubre de 2015 fue adquirido por los Iowa Energy como afiliado de los Grizzlies, donde jugó en 22 partidos, en los que promedió 3,9 puntos y 4,4 rebotes, antes de ser traspasado a Los Angeles D-Fenders en enero de 2016, donde acabó la temporada promediando 4,6 puntos y 4,3 rebotes.
En agosto de 2016 fichó por los Illawarra Hawks de la NBL Australia. Jugó una temporada saliendo desde el banquillo, en la que promedió 4,1 puntos y 2,5 rebotes por partido.
El 27 de octubre de 2017 fue adquirido por los South Bay Lakers de la G League.
[actualizar]